# Современная мысль (газета)
«Современная мысль» — информационно-аналитическое ежемесячное издание, освещающее события общественно-политической жизни с точки зрения мусульман. Непрерывно издается с 1999 года при поддержке ассоциации «Собрание» и выступает его официальным печатным органом. До этого выходило в виде бюллетеня под названием «аль-Фикр» («Мысль»). Название отсылало к известной дореволюционной татарской газете «Фикер».
В 2000 году получило регистрацию в Комитете по делам печати Москвы. Главным редактором и учредителем стал Ринат Незаметдинов. 
С 2010 года издаётся в виде журнала.

## Критика издания
В 2012 году Духовным управлением мусульман было запрещено распространение журнала на территории Московской соборной мечети.